# Elkalyce puer
Elkalyce puer är en fjärilsart som beskrevs av Franz Paula von Schrank 1801. Elkalyce puer ingår i släktet Elkalyce och familjen juvelvingar. Inga underarter finns listade i Catalogue of Life.